# Alle lieben Mami Rose
Alle lieben Mami Rose (Originaltitel: Mamie Rose) ist ein französisches, für das Fernsehen produziertes Filmdrama aus dem Jahr 1975 von Pierre Goutas mit Gisèle Casadesus, Claude Jade und Claude Giraud.

## Handlung
Agathe und Régis Lapierre sind die Eltern des zehnjährigen Benoît, der zu unkontrollierten Gewaltausbrüchen neigt. Um sich Zeit füreinander zu nehmen und bei einem Urlaub die Ehe zu kitten, will das Paar eine alte Dame als „grand-mère au pair“ des turbulenten Jungen engagieren. Die Eröffnung beschreibt die Ursachen der Störung des Sohnes Benoîts, die ausbleibende Liebe zwischen den Eltern lässt ihn aggressiv auf sein Umfeld reagieren.
„Mamie Rose“, wie die zierliche alte Dame bald von den drei Lapierres genannt wird, kommt mit dem Vogel Caruso in seinem Käfig und dem „koketten“ Fisch Nina in einer Plastetüte. „Eine Katze haben wir nicht“, beruhigt Agathe die Dame nur zum Schein: „Wir haben Benoît!“ Die Lapierres nehmen Rose, die sich gut gegen Benoîts Attacken zu wehren weiß, mit in den Urlaub. Als ihnen auf der Fahrt ein Junge fast vor das Auto läuft, berichtet Rose vom Unfalltod ihres eigenen Kindes.
Als Rose einen kleinen verletzten Vogel rettet und diesem mehr Zuwendung schenkt als Benoît, eskaliert die Situation: Benoît tötet den Vogel.
Im weiteren Verlauf rettet Rose die Ehe von Agathe und Régis und erzieht den Jungen, der einen Selbstmordversuch unternimmt, weil er eifersüchtig auf seinen Vater ist. Rose verschwindet eines Nachts. Später erfährt Agathe von Roses Tod, vertröstet ihren Sohn jedoch auf ihre Rückkehr im nächsten Sommer.